# Ciclismo nos Jogos Pan-Americanos de 2015 - Cross-country feminino
A competição do Cross-country feminino foi um dos eventos do ciclismo nos Jogos Pan-Americanos de 2015 em Toronto. Foi disputada no Parque de Mountain Bike Hardwood, em Oro-Medonte no dia 12 de julho.

## Calendário
Horário local (UTC-4).
| Data        | Horário | Fase  |
| ----------- | ------- | ----- |
| 12 de julho | 10:05   | Final |

## Medalhistas
| Ouro   | CAN Emily Batty       |
| Prata  | CAN Catharine Prendel |
| Bronze | USA Erin Huck         |

## Resultados
| Colocação         | Ciclista          | Nacionalidade      | Tempo   |
| ----------------- | ----------------- | ------------------ | ------- |
| Medalha de ouro   | Emily Batty       | CAN Canadá         | 1:27:13 |
| Medalha de prata  | Catharine Prendel | CAN Canadá         | 1:27:20 |
| Medalha de bronze | Erin Huck         | USA Estados Unidos | 1:32:36 |
| 4                 | Daniela Campuzano | MEX México         | 1:34:11 |
| 5                 | Raiza Goulao      | BRA Brasil         | 1:35:17 |
| 6                 | Isabella Moreira  | BRA Brasil         | 1:35:46 |
| 7                 | Kate Courtney     | USA Estados Unidos | 1:36:20 |
| 8                 | Angela Parra      | COL Colômbia       | 1:38:21 |
| 9                 | Yosiana Quintero  | COL Colômbia       | 1:39:43 |
| 10                | Laura Morfin      | MEX México         | 1:40:18 |
| 11                | Alexandra Serrano | ECU Equador        | 1:44:07 |
| 12                | Adriana Rojas     | CRC Costa Rica     | 1:45:20 |
| 13                | Fernanda Castro   | CHI Chile          | LAP     |
| 14                | Michela Molina    | ECU Equador        | LAP     |
| 15                | Agustina Apaza    | ARG Argentina      | DNF     |
| 16                | Noelia Rodriguez  | ARG Argentina      | DNS     |

Legenda
| Recorde mundial                  | Recorde mundial (World record)               |                       | Recorde africano                      | Recorde africano (African) |                                           | Q | Classificado por posição (Qualified) |
| Recorde dos Jogos Pan-Americanos | Recorde pan-americano (Pan-American record)  | Recorde da América    | Recorde da América (Americas)         | q                          | Classificado por melhor tempo (Qualified) |   |                                      |
| Melhor marca do ano              | Melhor marca do ano (World leading)          | Recorde asiático      | Recorde asiático (Asian)              | DNS                        | Não largou (Did not start)                |   |                                      |
| Recorde nacional                 | Recorde nacional (National record)           | Recorde europeu       | Recorde europeu (European)            | DNF                        | Não terminou (Did not finish)             |   |                                      |
| Recorde pessoal                  | Recorde pessoal do atleta (Personal best)    | Recorde da Oceania    | Recorde da Oceania (Oceania)          | DSQ / DQ                   | Desclassificado (Disqualified)            |   |                                      |
| Recorde da temporada             | Recorde da temporada do atleta (Season best) | Recorde sul-americano | Recorde sul-americano (South America) | NM                         | Sem marca (No mark)                       |   |                                      |